# Quỳnh Vinh
Quỳnh Vinh là một xã thuộc thị xã Hoàng Mai, tỉnh Nghệ An, Việt Nam.
Xã Quỳnh Vinh nằm ở phía tây bắc thị xã Hoàng Mai, có vị trí địa lý:
- Phía đông giáp phường Quỳnh Thiện
- Phía tây giáp huyện Quỳnh Lưu
- Phía nam giáp xã Quỳnh Trang và phường Mai Hùng
- Phía bắc giáp tỉnh Thanh Hóa.

Xã có diện tích 42,05 km², dân số năm 1999 là 13.806 người, mật độ dân số đạt 328 người/km².